# Letiště Portorož
Letiště Portorož (slovinsky Aerodrom Portorož) je jedno ze slovinských mezinárodních letišť nacházející se na západě země, pět kilometrů od přístavního města Portorož. Letiště vzniklo 27. září 1962 a již v lednu 1971 se Portorož rozhodlo z něj udělat mezinárodní letiště. K mezinárodnímu provozu bylo letiště otevřeno v roce 1981.
Z hlediska množství příchozích letadel bylo Letiště Portorož v roce 2009 na druhém místě za Letištěm Jože Pučnika v Lublani.